# 人体実験
人体実験（じんたいじっけん、英: Human subject research）とは、ヒトを対象とする研究、体系的な科学的調査であり、人間を研究主題として含んだものを指す。

## 概要
ヒトに新技術の医療措置を施した結果や、ヒトが通常なら行かない環境に足を踏み入れた後の身体の変化などは研究者や実験者は動物実験などから予想することはできても、実際にどうなるかを目で確認して知ることは難しい。そこで実験室で人体に直接実験を施して結果を確かめる実験が人体実験である。人体実験だと目で多くの実験結果を確かめてデータも多数収集できるが、倫理的・道徳的な問題が多数生じる。
ヒトを対象とする研究は、医学的研究（臨床研究）と非医学的研究（例えば社会科学）に区別される。これらの研究においては、特定の課題の答えを得るための体系的な調査として、データ収集ならびに分析が行われる。
医学的研究は、生物標本の分析、疫学的および行動学的な研究、カルテレビューによる研究などが多く、特定の（そして特に厳しく規制されているタイプの）医学的なヒトを対象とする研究は「臨床試験（日本で言う治験を含む）」である。そこでは薬、ワクチン、そして医療機器などが評価される。
一方、社会科学における人間を対象とした研究は特定のグループの人々に対する質問からなる調査である事が多い。調査方法には、アンケート、インタビュー、およびフォーカスグループなどである。これは生物学、医学、看護学、心理学、社会学、政治学、人類学などの分野で実施されている。
主に人間を対象とした研究の乱用に対処するため、研究が形式化されるにつれて学術界は「ヒトを対象とする研究・ヒトを研究主題とする研究（"human subject research"）」の正式な定義を定めている。

## 定義

### アメリカ合衆国
アメリカ合衆国保健福祉省（HHS）は、「ヒトを対象とする研究」を、研究者（専門家であろうと学生であろうと）が、生きている個人から、これらの方法でデータを取得する研究、として定義している（ 32 C.F.R. 219.102(f) ） 。
1. 介入または相互作用があるもの
2. 識別可能な個人の情報

HHS規制における各用語の定義は以下の通り。
- 「インターベンション（介入）」 - データを収集するための物理的手順、および研究目的のための被験者および/またはその環境の操作[ 45 C.F.R. 46.102(f)][2]

- 「相互作用」 - 研究者と被験者の間のコミュニケーションまたは対人関係[ 45 C.F.R. 46.102(f)]）[2]

- 「個人情報」 - 観察または記録が行われていないと個人が合理的に予想することができる状況で発生する行動に関する情報、および個人によって特定の目的のために提供され個人が合理的に公開されないと想定されるもの[ 45 C.F.R. 46.102(f)]）] [2]

- 「識別可能な個人情報」 - 個人を識別するために使用できる特定の情報[2]。

### 被験者の権利

#### アメリカ合衆国
2010年には、米国の国立司法研究所（National Institute of Justice in the United States）が、被験者の推奨される権利を発表した。
- 自発的なインフォームド・コンセント
- 人としての尊重：自主的（オートノミー）主体として扱われる
- 研究への参加をいつでも終了する権利（参加中止の権利（英語版））[3]
- 身体的完全性を保護する権利[3]
- メリットは代償を上回るべき。
- 肉体的、精神的および精神的危害からの保護
- 研究に関する情報へのアクセス（結果の返還（英語版））[3]
- 研究対象者のプライバシー保護（英語版）とウェルビーイングの保護[4]

他にもハーバード大学等ふくめ各大学が「被験者の権利（Participant Rights）」としてその一覧を公開している。

## 倫理ガイドライン
研究における人間の被験者の安全性を監督する倫理ガイドラインは比較的新しい概念である。

### 基本共通ルール

#### アメリカ合衆国
1991年に最初に発表された「コモン・ルール」（連邦規則 「人間の被験者保護のための連邦政策」） は、アメリカ合衆国保健社会福祉省の人間保護保護局によって規定されている。「機関審査委員会（仮訳）」 （IRB）のガイドライン、インフォームド・コンセントの取得、および研究対象のヒト被験者に対する遵守保証（Assurances of Compliance）」。2017年1月19日、2018年7月19日の公式発効日を伴う最終規則が連邦登録 に追加された。

#### 日本
国内における医学研究に関する指針として、以下のものが挙げられる。
- 人を対象とする生命科学・医学系研究に関する倫理指針[10]
- 遺伝子治療等臨床研究に関する指針[11]
- 手術等で摘出されたヒト組織を用いた研究開発の在り方[12]
- 厚生労働省の所管する実施機関における動物実験等の実施に関する基本指針[13]
- 異種移植の実施に伴う公衆衛生上の感染症問題に関する指針[14]
- ヒト受精胚の作成を行う生殖補助医療研究に関する倫理指針[15]
- ヒト受精胚に遺伝情報改変技術等を用いる研究に関する倫理指針[16]

### ニュルンベルク綱領
第二次世界大戦中に強制収容所の囚人に対して致命的または加害的な実験を行ったドイツ人医師達は、1947年のニュルンベルク裁判で戦争犯罪者として訴追された（医者裁判）。同年、連合軍はニュルンベルク綱領を公開。これは「被験者の自発的な同意が絶対に不可欠である」という概念を支持する最初の国際文書である。捕虜、兵士、患者が対象になることを強要されることを防ぐため、ニュルンベルク綱領では個人の同意が強調された。さらに、実験のリスクとベネフィット（利点、恩恵）を参加者に知らせることも強調されている。

### ヘルシンキ宣言
ヘルシンキ宣言は、ヒトを対象とした国際的な研究を規制するために採択された（初めに1964年に採択、その後なんども改訂されている）。世界医学会によって採択されたこの宣言は、ヒトを対象とする生物医学的研究を行う医師のためのガイドラインを提唱したものである。これらのガイドラインのいくつかは、「研究プロトコルは開始前に独立した委員会によってレビューされるべきである」また、「ヒトを用いた研究は実験動物および実験からの結果に基づくべきである」といった原則を含んでいる。
このヘルシンキ宣言は、人間の研究倫理に関する基本文書と広く見なされている。

### ベルモント・レポート
ベルモント・レポートは、人間を対象とする研究についての倫理規範を規定するため、政府委員会「生物医学および行動研究のヒト対象の保護のための委員会」によって作成されたものである。この報告書は、現在の米国のシステムで、研究試験でヒトを保護するために最も頻繁に使用されている。
主にヒトを対象とした生物医学的および行動学的研究に目を向けることによって、報告書は、倫理的基準がヒト被験者の研究において基準として従われる事を保証するために作成された。レポートが基準とする方法、および人間の被験者をどのように調査するかについては、3つの基準となる原則がある。それは、「人への敬意（respect for persons）」、「与益（beneficence）」、そして「正義」。「与益（beneficence）」は、倫理的で対象を危害から守ることによって、（１）人々の幸福を守り、（２）彼らの決断を尊重する、と述べられている。この2つの与益は研究からの益を最大にすることと、あらゆる可能な危険性を最小限に留めるためにある。人体研究の利点とリスクを人に知らせることは研究者の務めである。正義の原則は、研究者が自分たちの研究結果について公正であり、情報が良いか悪いかにかかわらず、発見したものを共有するために必要となるので重要である。また、被験対象の選択プロセスは公平であるべきで、人種、性的指向または民族グループで区別してはならないともされている。
最後に、人を尊重することは、研究に関わっている人がいつでも参加したいのか、参加しないのか、あるいは研究から完全に撤退するのかを決定できる事を指す。この二つは、人の自主権を尊重するためのもので、自主権が何らかの理由で損なわれている（囚人など）人もが保護を受ける権利が与えられるべき、ということを指す。これらの原則の唯一の目的は被験者の自主性を確保し、環境が自分の管理下にないものがあるために自主性を維持することが難しい人々を保護することである。

## 倫理的な懸念
科学と医学が進化するにつれて、生命倫理学の分野は、従うべき指針と規則の更新が間に合わず、困難に直面している。
また、臨床試験の規則や規制は国によって異なる。倫理問題を最小限に抑えるため、研究に関する情報を丹念に記録し、すべてが適切に文書化されるようにするための委員会を設置することが推奨されている 。研究チームが抱える懸念としては、たとえ規則は倫理的としても、研究には適合していないといったものもある。

### 非都市部における研究
近年、研究機関の施設や学術センターでの研究の実施から農村への移行が進んでいる。特にファンドの関与、研究される治療の全体的な有効性、そしてそのような研究を行うことがベストな倫理基準に基づいて行われるか参加者の特定人口統計との関連で議論があり、このトピックを取り巻く懸念が提示されている。
モンタナ大学心理学部のAnn CookとFreeman Hoasは、潜在的な被験者が臨床試験への参加に同意するかに対する影響を与えるものについて研究を行った。彼らは2015年2月に調査結果を発表した。34人の医師や研究者と46の研究コーディネーターを調査し、倫理研究訓練を受けていた医師はわずか17%であることが分かった。
Cook and Hoasは、投資ファンドが被験者の選択に重要な役割を果たしていることを発見し、それが被験者への補償にどれだけ繋がっているかの懸念も提示された。

#### 道徳的問題
この種の研究試験で発生する典型的な倫理的問題には、参加者の募集、医師が自分の患者を紹介する場合の強制の問題、および治療上の利点に関する誤解なども含まれる。地域医または信頼する医療提供者が試験を推奨する場合、患者は試験に参加する可能性が高くなる。「強制という言葉は使いたくありません。しかし、それはその方向に傾いているようなものです。なぜなら、基本的に彼らはここで縛られています。彼ら自身を委ねるのはこの人達です、彼らは非常に依存していて、医療は彼らから受けるのです」と述べている。また、研究参加者がインフォームド・コンセントのために提供された文書を読んだり理解したりしていないと考える調査回答者が大量に存在していた。それらの回答者はそれが倫理的に問題であるとは気が付いていなかった。

## 臨床試験・治験
英: Clinical trials
臨床試験（Clinical trials）は臨床研究で行われるヒトを対象とする実験である（ニュルンベルク綱領までは「人体実験（Human Experimentation）」という用語が使われてきたが、医療行為の変化を反映し、医学分野では臨床試験（Clinical trials）へと名称が変化した）。
人間の参加者を対象とした、このような「前向き研究」ともいわれる生物医学的または行動研究は、新しい治療法（新規ワクチン、医薬品、食事療法、栄養補助食品、医療機器）などの開発、および既知の手法の正当性を確認するための比較などのために行われる。臨床試験では安全性と有効性に関するデータを得ることができる。
これらは、アメリカでは審査機関（IRB）- その他各国では倫理委員会 - 保健当局の承認を受けた後にのみ実施される。これらの当局は、試験のリスク/ベネフィット比を吟味する責任が課されている - この承認は、治療が「安全」または効果的であることを意味するのではなく、試験が実施され得るということだけを意味している。
製品の種類および開発段階に応じて、研究者は最初にボランティアおよび/または患者を小規模の予備試験に参加させ、その後徐々に大規模な比較試験を実施。臨床試験の規模や費用はさまざまで、1つの国または複数の国で1つの研究センターまたは複数の研究センターを対象とすることもある。臨床試験デザイン（Clinical study design）は、結果の科学的妥当性と再現性を確実にすることを目的として設計するものである。

### 日本
日本では一般に製薬企業等が行う医薬品・機器についての臨床試験を特に区別して「治験」と言う。また、第三者審査監督機関（倫理委員会）については、医薬品治験のみ、旧厚生省のGCPにより設置が義務づけられた治験審査委員会 があるものの、それ以外の一般の臨床試験などについては法令による定めは無い。そのため、日弁連のみならず、日本医師会からも批判されている。

## 実例

### 心理学・社会学

#### スタンフォード刑務所実験
1971年にフィリップ・ジンバルドーによって行われた研究は、スタンフォード大学の大学生に対する社会的役割の影響を調べた。24人の男子生徒がスタンフォード大学の地下室で模擬刑務所を模倣するために囚人または警備員のランダムな役割に割り当てられた。

#### ミルグラム実験
1961年、エール大学の心理学者スタンリー・ミルグラムが一連の実験を主導し、個人が実験者の指示にどの程度従うかを決定するために行われた。

#### アッシュの同調性実験
1951年の心理学者ソロモン・アッシュの古典的な同調性に関する実験。この研究は社会的影響力と同調圧力に関する重要な証拠と見なされてきた。

#### ロバーズケーブ研究
リアリスティックコンフリクト理論（Realistic conflict theory）の古典的な支持者であるMuzafer Sherif の Robber's Cave実験は、集団競争がいかに敵意と偏見を助長するのかを明らかにした。1961年の研究は、オクラホマ州のロバーズケーブ州立公園で行われたことに由来する。

#### 傍観者効果
傍観者効果は、Bibb Latane と John Darley による一連の有名な実験で実証された。

#### 認知的不協和
人間の被験者は、レオン・フェスティンガーとMerrill Carlsmithによる画期的な研究の後、認知的不協和の理論をテストする実験で一般的に使われてきた。

#### ソーシャルメディア
研究者のためのデータソース（分析対象となる情報源）としての増加中のソーシャルメディアの利用は、ヒトを対象とする研究の定義に関して新たな不確実性をもたらした。プライバシー、守秘義務、およびインフォームド・コンセントが重要なポイントとなるが、ソーシャルメディアのユーザーが人間の対象として適格であるかどうかは不透明である。アメリカ合衆国連邦規制に従って、ヒトを対象とする研究の特徴を定義すると、研究者が被験者と直接対話するか、または被験者に関する識別可能な個人情報を入手するということになる。ソーシャルメディア研究はこの定義を満たすかもしれないし、満たさないかもしれない。研究機関の審査委員会 （IRB）は、人間の被験者に関する潜在的な研究を審査する責任を負うことが多いが、ソーシャルメディア研究に関するIRBプロトコルは曖昧または時代遅れの可能性がある。
プライバシーとインフォームド・コンセントに関する懸念が、複数のソーシャルメディア研究に関して浮上し物議となった。"Tastes、Ties、and Time"として知られているハーバードの社会学者による研究プロジェクトは、"匿名のアメリカ北東部のアメリカの大学"でFacebookのプロフィールから得たデータを利用した。この問題が明らかになった直後に、このデータセットは公開データから削除されている。問題は、この研究プロジェクトは、国立科学財団 から、部分的で資金が賄われていたという事実によって複雑になった、それは情報共有を推し進めるというプロジェクトの性質を帯びていた。
2014年、National Academy of SciencesのProceedingsに発表されたFacebookおよびコーネル大学の研究者による研究は、何十万ものFacebookユーザーからデータを収集しました。多くの人がこれを人間を被験者とした研究におけるインフォームド・コンセントの必要条件違反と見なした。データは、その個人情報保護方針およびユーザーの利用規約に一致する方法で、民間企業であるFacebookによって収集されたため、コーネル大学の倫理委員会は、この調査はその管轄に該当しないと判断した。それにもかかわらず、この研究はインフォームド・コンセントに関する州法に違反することによって法律に違反したと主張されている。この方法や調査結果を科学者や一般の人々と共有することは奨励されていない。
ソーシャルメディア研究に推奨する考慮事項は、1）研究が対象研究として適格かどうかを判断する、2）コンテンツのリスクレベルを考慮する、3）ソーシャルメディアに取り組むときに研究および動機を正確に提示する、5）同意プロセスを通じて連絡先情報を提供する、5）データが識別可能または検索可能でないことを確認する（オンライン検索で識別可能な直接の引用符を避ける）、6）事前にプロジェクトのプライバシーポリシーを策定することを検討する、7）州ごと地域ごとにインフォームド・コンセントに関する独自の法律を持っていることに注意する。これら倫理問題についてよく検討した上で行われるソーシャルメディアサイトの利用は、手の届きにくい研究対象やグループへのアクセスを提供し、対象の自然な「現実世界」の反応を捉え、手頃な価格で効率的なデータ収集方法を提供するため、データソースとして大きな可能性を提供していることはたしかといえる。

### 工学
人間が使用する機器の開発において、人を対象とした研究は多くの業界で行われてきた。

#### 車両の安全性テスト
自動車業界では、自動車事故の際の人体の許容度に関するより多くのデータを収集し、自動車の安全機能をより向上させるため、頭頸部の傷害を評価するそり滑走、エアバッグ試験、さらには軍用車両およびそれらの拘束システムを含む試験などさまざまな人体実験が行われてきた。
重要なことは、被験者を対象とした何千ものテストの結果、重大な怪我は持続していないことであり、すべての倫理ガイドラインが守られ、被験者の安全と幸福を確実にするための研究者の準備努力によるものである。この調査は、死体でのテストやクラッシュテストのダミーテストによって発見できないような、追加的データである。死体と衝突テスト用ダミーは、人間の能力を超えた、より高い許容度のテストをするときに使用される。
レーシングドライバーの山田英二はビデオオプションの企画として、エアバッグ、シートベルト、ロールケージ、バケットシートのような乗員保護を目的とした装備の有効性を証明するため実験を行っていた。

#### 航空機
航空機の黎明期には航空力学などの理論や素材が未発達なため、設計手法も確立されておらず飛行できるかすら不明であった。当時は設計者が自らテストパイロットを兼ねていたが、初飛行は基本的に命懸けとなる自己実験であった。理論と技術の発達により通常の飛行では危険が少なくなったが、航空機が高速化すると重力加速度が人体に与える生理現象（ブラックアウトなど）を検証するため、ロケットスレッドを利用した人体実験が行われるようになった。航空医学研究者のジョン・スタップは自らロケットスレッドに乗り急減速が人体に与える影響の実験台となった。射出座席の開発や航空事故の調査についてはダミー人形が使用されている。

#### 武器

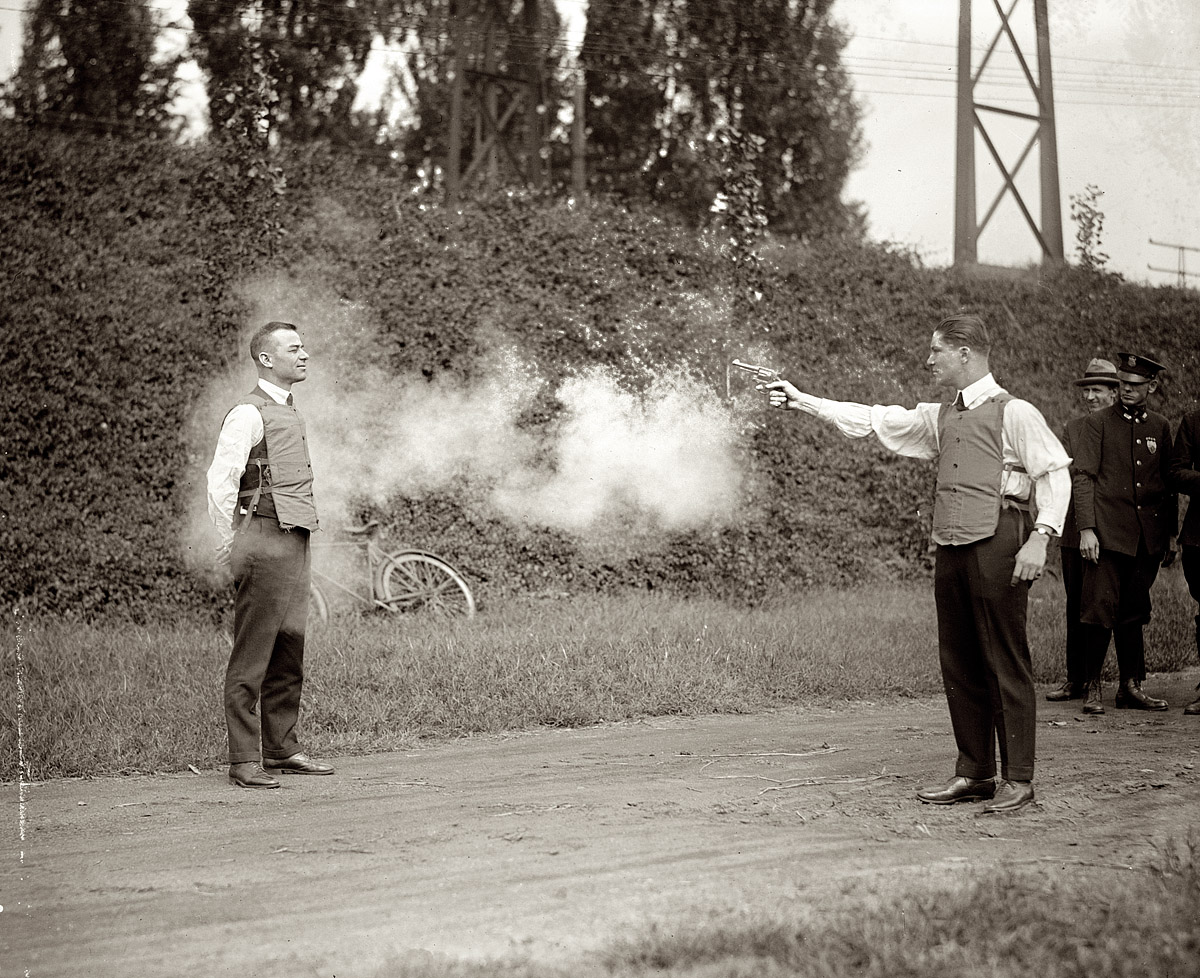
ワシントンD.C.で行われたボディアーマーの実験（1923年9月）

江戸時代の日本では、日本刀の性能試験として試し斬りが行われていたが、刀は人間を斬るための武器であるという考えから、罪人の処刑を利用する生き胴が行われていた。またより実戦に近い状況で試すため辻斬を行う者もいた。
ボディアーマーの開発初期には、防弾ベストを着用した人間を銃撃する公開実験が行われていた。

### 医学・薬学
倫理規定やガイドラインが作られる前には、国家や研究グループが主導する人体実験や研究者による自己実験が公然と行われていた。また死刑囚を被験者とする医学実験も多く記録されている。
ヘレニズム時代のアレクサンドリアでは、死刑囚を人体実験に用いていたという説がある。プトレマイオス1世とプトレマイオス2世は死刑囚の生体解剖を許可し、その理由として、死刑囚は社会に対して大きな負債を背負っていると解釈されたからであり、また常に新しい医学的知識を獲得する必要があったからだとしている。
ヘロフィロスとエラシストラトスはアレクサンドリアで600人もの囚人を生体解剖したとしてケルススやテルトゥリアヌスに批判された。ケルススは、生体解剖を「残酷で無意味」として否定した。もっとも、ヘロフィロスらが実際に人体実験をしたという確かな証拠は存在せず、歴史家の中には疑問視する者もいる（エラシストラトスに批判的だったガレノスが生体解剖については一言も言及していない点など）。
13世紀のアルメニアでは、死刑囚の生体解剖が行われていた。アルメニアの科学者・哲学者であるホヴァンネス・イェルゼンガッツィによれば、血管と血液循環および各器官との関係を調べるため、死刑囚はあらかじめ断食によって弱らされ、大量のワインを飲まされて酩酊状態になったところで生きたまま解剖されていたという。
フランスでは国王ルイ11世が死刑囚の生体解剖を許可した。死刑囚は全裸で手術台に縛りつけられ、麻酔なしで生きたまま解剖された。死刑囚の解剖によって多くの医学的知識が得られ、ルイ11世は医学の進歩に貢献したとして称賛されたという。
スウェーデン国王のグスタフ3世は国内でコーヒーを禁止したが、健康に与える危険性を調べるためとして、死刑囚の双子の片方に紅茶を、もう片方にコーヒーを飲ませる「グスタフ3世のコーヒー実験」を行ったとされる。双子は実験に参加する見返りとして終身刑に減刑された。
現代でも医療機器の開発では動物実験を重ねた後、治験により人体での安全性を確認した後に承認が得られる。
高須克弥はクリニックで施術する前に自分自身の体を実験台にしており、細かい手術や施術を入れると400回ほどになる。また腸骨の骨片を採取して顎骨に移植し、インプラントの土台を作る歯科領域の実験的治療も受けている。
手術により人体から切除した臓器を実験に利用することもある。医療技術の発展により、切除後も一定時間機能を維持することができるようになったことで、詳細に調査できるようになった。
- エドワード・ジェンナーによる、種痘の実験
- マックス・フォン・ペッテンコーファーによる、コレラ菌自飲実験
- 毒ガスの開発 - 第一次世界大戦中、試作品を実戦に投入し効果を観測、改良が行われていた。
- ソビエト秘密警察による化学兵器開発（英語版） - グラグ（ラーゲリ）に収監されていた囚人に対し、無味無臭かつ司法解剖によって特定されない化学兵器の開発のための実験が行われた。
- アトミック・ソルジャー
- グアテマラ人体実験
- 華岡青洲による、全身麻酔の実験
- 茂原下痢症の原因解明における実験[57]
- 名古屋市立乳児院の乳児に対する人体実験
- 九州大学生体解剖事件
- 新潟大学におけるツツガムシ病原菌の人体接種問題
- 海軍生体解剖事件
- 関東軍防疫給水部による生物兵器の実験的使用
- アメリカ軍病理学研究所（英語版）による人体の浮力調査[58]
- オットー・ウィフテルレ - 自ら発明した素材と装置で製造したソフトコンタクトレンズを自身の目でテストした。
- 松浦有志太郎による日本住血吸虫の感染経路特定のための自己実験。
- 臺実験
- 麻酔ダイイングメッセージ - ダイイング・メッセージを再現するバラエティ番組の企画[59]。静脈麻酔薬（プロポフォール）を使用した[59]。

## 非倫理的な人体実験
医療倫理の原則に違反するヒトを被験者とする実験は数多く行われており、医師や研究者による自己実験も多い。
患者のインフォームド・コンセントの権利を否定することも含まれる。精神障害者など意思の表明が難しい人間を対象とする実験も行われており、電気けいれん療法の研究では最初の人間の実験台として選ばれたのは、駅をうろついていた統合失調症の患者だった。
「人種科学（race science）」等、偽科学的な枠組みを使用したり、研究を装って人々を拷問することなども非倫理的な人体実験とみなされる。731部隊やヨーゼフ・メンゲレのような個人の行為などを通して囚人や一般市民を対象とした医学的実験が行われた。「ニュルンベルク綱領」はこれら犯罪を受けて戦後生まれたものである。
日本においては、被爆者を対象とした調査 - 日本国政府の主導で、広島市と長崎市に投下された原子爆弾による被爆者に医学調査が行われた。東京大学を始め全国の大学や病院などから1300人以上の医師や科学者が集まったが、調査内容にはアドレナリンを注射し反応を調べるなど治療とは無関係な内容も含まれていたという。また当初から結果は日本では公開せずにアメリカへ提供することが決定されていた。
20世紀を通じ、各国政府は非人道的な人体実験を行った。アメリカも 「プロジェクトMKUltra（MKウルトラ計画）」および「タスキギー梅毒実験」といった非倫理的な人体実験を行った。カナダとオーストラリアでの先住民族の扱いの例もある。それらの上に、世界医学会 （WMA）によって採択された「ヘルシンキ宣言」は、広くヒトの研究倫理に関する布石となる文書と見なされるようになっている。

### 関連実験
- 動物実験
- サルの動物実験（英語版）
- 生体解剖実験（英語版） - マウスなどに行われる生体解剖実験
- 自己実験

### 関連倫理
- 臨床研究倫理
- 医療倫理
- 生命倫理
- 研究倫理
- 臨床試験に子供たちを使う倫理的問題（英語版）
- 軍医療倫理（英語版）
- CIOMS ガイドライン（英語版）
- ヒトを対象とした研究ガイドライン（英語版）

### ガバナンス
- 倫理委員会
- 薬事承認
- 臨床統治（英語版）
- 良き臨床上の基準（GCP）

### 日本の関連法令等
- Good Laboratory Practice（GLP）
- QMS省令
- 治験審査委員会

### 日本語情報
- 「人体実験」に関する第三者審査委員会制度の確立に関する決議 - 日本弁護士連合会

### 英語情報
- "Human Research Report" - 人体を保護するための月刊ニュースレター
- ニュルンベルクコード
- ベルモントレポート
- ヘルシンキ宣言、第6版
- ユネスコによる生命倫理と人権に関する世界宣言
- 1940年代の政府実験で使われた空腹のカナダ人先住民の子供たち、2013年トロントスター